# HJ Shipbuilding & Construction

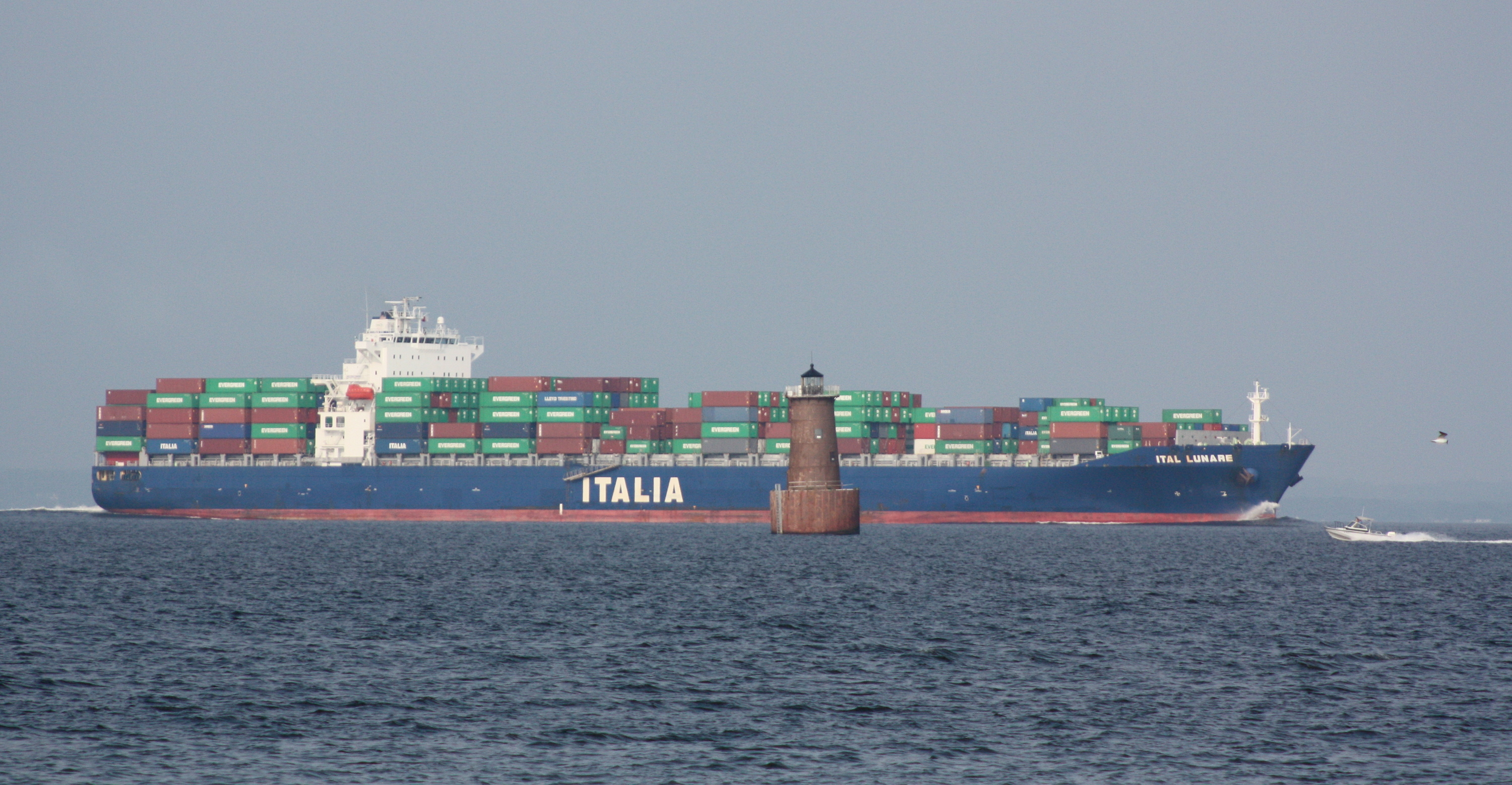
Le navire porte-conteneurs Ital Lunare a été construit par Hanjin Heavy Industries en 2007

HJ Shipbuilding & Construction Company, Ltd. (en coréen : 주식회사 HJ중공업, en hanja : 株式會社HJ重工業), anciennement Korea Shipbuilding & Engineering Corporation (en coréen : 대한조선공사, en hanja : 大韓造船公社) et Hanjin Heavy Industries & Construction Co. Ltd.) (en coréen : 주식회사 한진중공업, en hanja : 株式會社韓進重工業), est une multinationale de construction navale basée en Corée du Sud. Elle a été fondée en 1937 sous le nom de Chosun Heavy Industries Co., Ltd. (en coréen : 조선중공업 주식회사, en hanja: 朝鮮重工業株式會社).

## Historique
Le 7 juillet 2011, des milliers de manifestants se sont affrontés avec la police lors d’une manifestation contre les licenciements à Yeong-do, Pusan, et après avoir averti la foule de se disperser, la police a tiré sur la foule avec des canons à eau projetant une solution lacrymogène diluée,.
Fin septembre 2020, la Korea Development Bank (KDB), principal créancier et principal actionnaire, a annoncé qu’elle vendait tout ou partie de sa participation dans HHIC. KDB détient 83,45% des actions de HHIC. Le 14 décembre 2020, KDB a annoncé que Dongbu Construction, Keithton Partners et SM Merchant Marine soumissionnaient pour acquérir HHIC.
En juillet 2021, la société a annoncé qu’elle avait achevé le deuxième navire d'assaut amphibie de classe Dokdo pour la marine de la république de Corée, nommé ROKS Marado.